# Chicago White Sox
Chicago White Sox er et amerikansk baseballhold fra Chicago, Illinois. De spiller i Central Division i American League (se Major League Baseball). Deres hjemmebane hedder Guaranteed Rate Field.
White Sox var en af de oprindelige otte hold i American League, og de nød stor succes i de første to årtier af det 20. århundrede. Imidlertid blev holdet involveret i den storstilede Black Sox-skandale i 1919-udgaven af World Series, og siden har resultaterne været sløje. Først i 2005 overraskede White Sox alle ved endelig igen at vinde World Series i suveræn stil.
Holdet deler by med Chicago Cubs, der dog spiller i National League. White Sox er kendt for at være holdet, der kæmper for den gennemsnitlige amerikaner, og idealerne er hårdt arbejde og beslutsomhed under pres.
Pitching er en af White Sox' store styrker, men holdet var også i den bedre halvdel offensivt set i 2005. Derudover er træner Ozzie Guillén kendt for sin utraditionelle, men virkningsfulde tilgang til spillet.

## Historie
Holdet blev officielt oprettet under navnet White Stockings i 1901 i forbindelse med grundlæggelsen af American League. Navnet blev dog hurtigt forkortet til det nuværende, Chicago White Sox. Holdet vandt ligaen det første år, og de gentog succesen i 1906, hvor de også vandt World Series mod hjemmebanerivalerne Chicago Cubs. White Sox var med i toppen de følgende år, men det blev først til endnu et ligamesterskab i 1917. Igen vandt de ligeledes World Series.
I 1919 vandt White Sox igen ligaen, og de var storfavoritter til at slå Cincinnati Reds i World Series. Imidlertid blev 8 White Sox-spillere, blandt andre stjernen Shoeless Joe Jackson, fristet til at gamble på en Reds-sejr på grund af de favorable odds, og holdet tabte med vilje. Der blev hurtigt rejst mistanke om snyd (man talte om Black Sox-skandalen), og efter en række undersøgelser og tilståelser, besluttede ligakommisæren at udelukke de otte spillere fra sporten på livstid.
Der skulle gå lang tid, før White Sox igen nåede det samme niveau som før skandalen. Først i 1959 genvandt de ligamesterskabet, takket være et hold spækket med senere Hall of Fame-medlemmer, deriblandt second base-manden Nellie Fox og pitcheren Early Wynn, der henholdsvis vandt MVP-prisen som ligaens bedste spiller og Cy Young-prisen som baseballs bedste pitcher. Grundet de stærke New York Yankees, vandt White Sox dog ikke flere mesterskaber i et godt stykke tid.
White Sox vandt divisionsmesterskabet i 1983 og 1993 uden dog at være nogen særlig magtfaktor over flere sæsoner. I løbet af 1990'erne var White Sox flere gange med i kapløbet om divisionsmesterskabet. Den store profil var Frank Thomas, der fik MVP-prisen i både 1993 og 1994. I 2000 genvandt White Sox divisionstitlen, men det lykkedes dem ikke at nå forbi første runde af slutspillet.
I de første år af det nye årtusinde ændrede klubben sit fokus fra home runs til pitching og forsvar. Det gav endelig afkast i 2005, hvor klubben under den nybagte træner Ozzie Guillén, førte divisionen fra start til slut. I slutspillet var White Sox suveræne, og de vandt 11 ud af 12 kampe. Dermed tog de World Series-titlen for første gang siden 1917. Nøglen til succesen var hovedsageligt en utæmmelig pitchingstab, men også en pålidelig offensiv.

## Spillestil
White Sox' motto er "Win Or Die Trying" ("Vind eller dø under forsøget"), og de kæmper altid hårdt og indædt på banen. Pitchingstaben er berømt for sin udholdenhed, så der sjældent bliver brug for relief pitching. Imidlertid har holdet også gode relievers, når det bliver nødvendigt. I 2005-sæsonen lå White Sox' pitchere på en delt førsteplads i American League udregnet efter "earned run average" (se baseballstatistikker).
Holdets offensiv bæres i høj grad af first base-manden Paul Konerko. I vinterpausen efter 2005-sæsonen indkøbte White Sox ligeledes Jim Thome, der forventedes at blive en kraftfuld makker til Konerko. I 2005 slog White Sox femteflest home runs i hele MLB. Til gengæld var deres "on base percentage" helt nede på en 26.-plads ud af de i alt 30 hold.

## Spilledragt
Hjemmebanedragten er hvid med lodrette, sorte nålestriber. Over venstre del af brystet er der et sort "SOX"-logo i gotisk stil.
Udebanedragten er grå uden nålestriber. Over brystet er der skrevet "Chicago" med sort skrift.

## Stadion
White Sox' stadion hedder Guaranteed Rate Field (eller alternativt New Comiskey Park og U.S. Cellular Field). Inden dets indvielse i 1991 havde White Sox spillet 81 år i den legendariske Comiskey Park.

## Nuværende profiler
- Mark Buehrle (starting pitcher): En af de bedste og mest pålidelige pitchere i 2005.
- Ozzie Guillén (manager): Elsket af fans og beundret af modstandere, selvom han kun har været træner i halvanden sæson. Berømt for sin "skøre" tilgang til sporten, men også for sit blik for spillet.
- Paul Konerko (1. basemand): En af ligaens bedste battere. Har slået mere end 40 home runs og fået mere end 100 RBI de seneste to år.
- Jim Thome (designated hitter): Nyindkøbt. Blandt aktive spillere er han i top-10 mht. både home runs og OPS.

## Legendariske spillere
- Luis Aparicio (Hall of Fame)
- Luke Appling (Hall of Fame)
- Harold Baines
- Carlton Fisk (Hall of Fame)
- Nellie Fox (Hall of Fame)
- Shoeless Joe Jackson (blev udelukket fra baseball)
- Ted Lyons (Hall of Fame)
- Minnie Miñoso
- Billy Pierce
- Ed Walsh (Hall of Fame)
- Early Wynn (Hall of Fame)

NB. Ud over ovenstående er der også en række andre spillere, som dog har spillet det meste af deres karrierer i andre klubber.